# Мінаєвська діброва
Мінаєвська діброва — один з об'єктів природно-заповідного фонду Луганської області, лісовий заказник місцевого значення.

## Розташування
Розташований у Новоайдарській селищній громаді Щастинського району Луганської області між селами Співаківка та Петропавлівське на території Державного підприємства «Новоайдарське лісомисливське господарство».

## Історія
Статус заказника присвоєно рішенням Луганської обласної ради від 28 лютого 2013 р. № 17/38.

## Мета
Мета створення заказника — збереження унікальних для південно-східної частини України формацій та асоціацій лісової, лучної та степової рослинності, а також типових для області природних ландшафтів.

## Загальний опис
Площа заказника — 359,3188 га. Заказник розташовується у заплаві річки Айдар.
Лісові насадження представлені заплавними дібровами порослевого походження з головною породою дубом звичайним віком 60 років. У складі лісу також трапляються клени польовий, татарський та ясенелистий, тополя чорна, береза, верби ламка та біла, липа серцелиста, берест та інші. Ландшафт заказника також представлений заплавними луками, озерами та болотами.

## Галерея

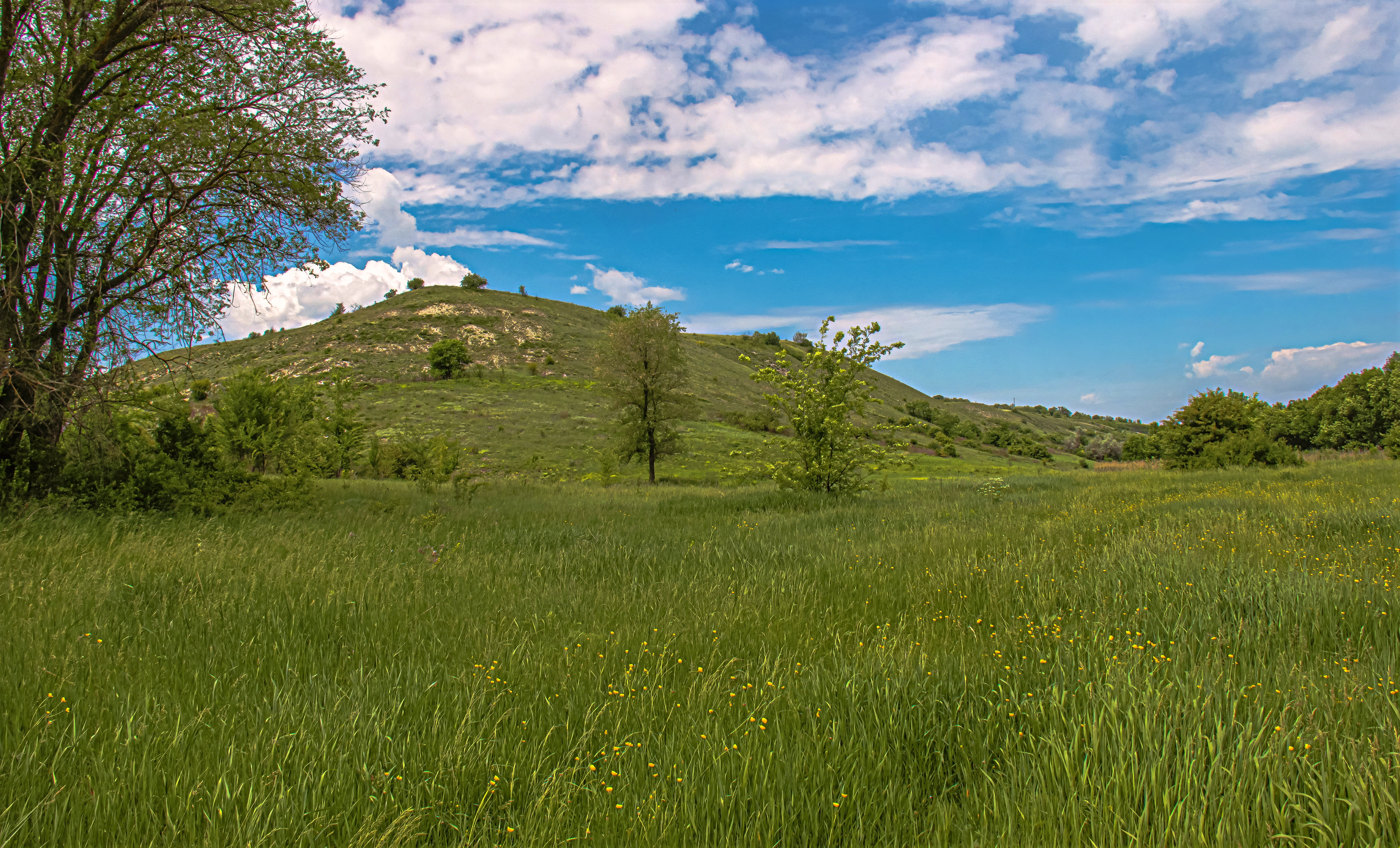
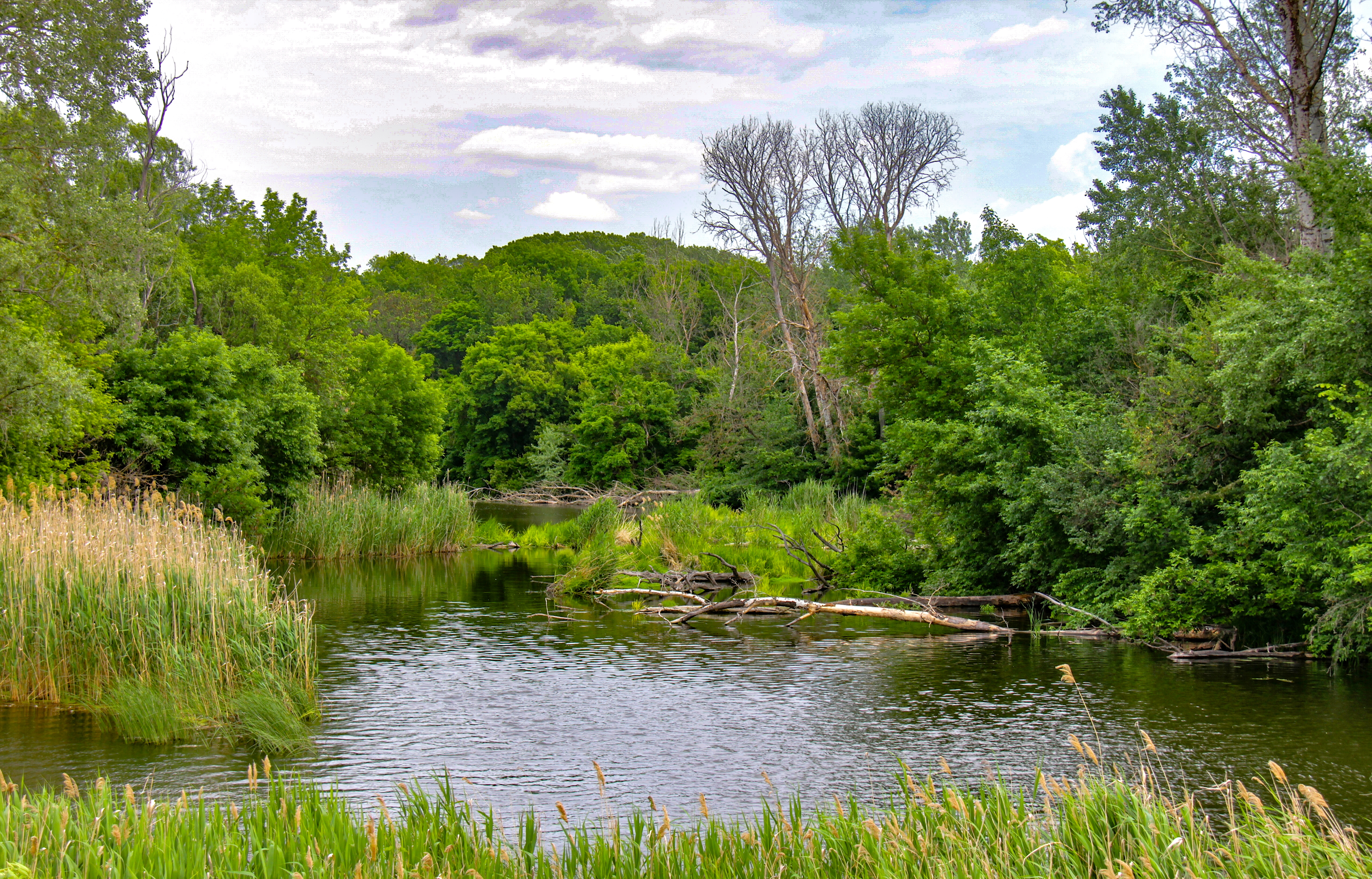
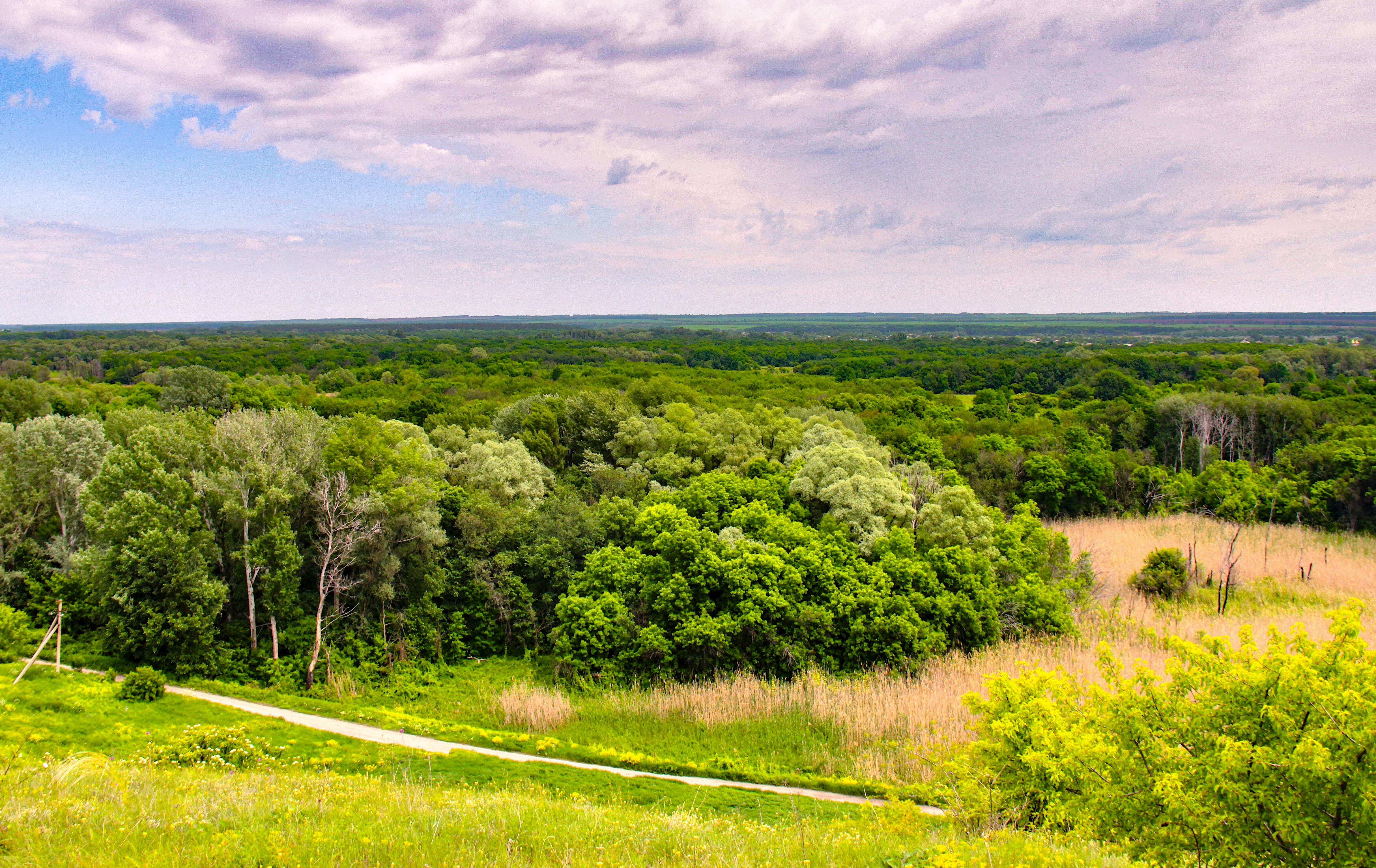